# Карой Шегмет
Карой Шегмет (угор. Siegmeth Károly, 11 вересня 1845, Зноймо — 21 квітня 1912, Мукачево) — письменник з туризму, дослідник печер, інженер залізниці та заступник директора MÁV.

## Діяльність
Карой Шегмет народився 11 вересня 1845 р. у Зноймо. Вивчав техніку у Відні та в технічних університетах Цюріха та Мюнхена. З 1866 по 1867 рік працював стажером на машинобудівному заводі Зіґля у Відні, а з 1868 по 1869 рік у Мюнхені доцентом Технічного університету. Навесні 1869 року, прощаючись із викладацькою діяльністю, він прибув до Угорщини на запрошення Імре Іванки, тодішнього президента Північно-Східної залізниці. Щойно переїхавши до Угорщини, того ж року одружився з Терезою, дочкою головного архітектора баварського королівського двору Єне Нойрутера, з якою познайомився в Мюнхені. Спочатку він працював у Мішкольці інженером залізниці, а через два роки, у жовтні 1871 р., зайняв посаду начальника мобілізації поїздів у Шаторауйгей, де прожив близько 20 років, і тут народилися його діти. У 1882 році він натуралізувався. Наступного року він отримав Лицарський хрест ордена Франца Йосифа на знак визнання за його роботу в галузі туризму. У 1890 році він переїхав до Дебрецена, де спочатку працював керівником буксирного та цехового класів. У 1895 році він став начальником, а незабаром і заступником начальника магазину. Він жив у Дебрецені до 1905 року. На початку травня 1905 року він був призначений заступником директора MÁV та переведений до штаб-квартири Будапешта. У 1906 році, після 37 років служби, він вийшов на пенсію в Будапешті. Помер 21 квітня 1912 р. У Мункачі

## Творчість
У 1878 році друкується його перша праця. Його дисертація «Дорожні замальовки від Мункач-Бескидів», написана в 1880 році, стала його першим великим літературним твором, завдяки якому він відразу ж здобув популярність. Тоді ж його подорож «Від Відня, Одерберга та Будапешта до Високих Татр та печерного регіону Абауй-Торна-Гьомер» вийшла угорською, німецькою, англійською та французькою мовами. Він набув великої популярності завдяки туристичним мандрівкам, місцевим виставкам та читанням проектованих зображень. Він багато подорожував і завжди фотографував. Він також цікавився геологією. Він склав петрографічну колекцію близько 300 штук, яку подарував Дебреценській середній школі в 1903 році. Він також створив кілька туристичних притулків. У 1880 р. За ініціативою Кароя Шегмета в Марамороші було створено відділ Угорської асоціації Карпат. У 1882 році він став секретарем та виконавчим головою Департаменту Східних Карпат. Протягом 35 років він очолював відділ Східних Карпат Асоціації Карпат. Член Центрального комітету Угорської асоціації Карпат (1881—1889), почесний член (1889). Він багато працював у туристичній асоціації та туристичній асоціації Арад, які обрали його почесним членом. Він був повноправним членом Центрального комітету зборів лікарів і природознавців, Геологічних, Природничих, Географічних товариств, Асоціації австрійських інженерів та архітекторів та Кореспондентського товариства кавернології в Парижі. Він багато писав для Щорічника Угорської Карпатської Асоціації, Zipser Botbe, Karpathen Post та Mitteilungen der Sektion für Höhlenkunde des öst.
За його ініціативою Департамент Східних Карпат МКЕ взяв на себе управління Аггтелек-Барадла, обстежив її та підготував план реконструкції технічних об'єктів. Щоб полегшити візит, він відкрив вхід у печеру на озері Vörös. Це було увічнено 22 липня 1906 року табличкою на новому вході в печеру: "Новий вхід у печеру — березень 1890 року. завершено 15 числа. Прорив був запланований, а необхідні фінансові ресурси були придбані менеджером KÁROLY SIEGMETH. Віце-президент. Геодезистом печери та керівником проривних робіт був КАЛМАН МЮННІЧ, директор гірничих робіт. Пам'ять про відкриття нового входу, позачасові заслуги провідних та надихаючих командирів на цій дошці — це Маґі. Оббивка. Дещо. Пробудження. Оббивка. Його увічнив його відділ у 1906 році ". Він опублікував кілька описів печери угорською та німецькою мовами. Він був першим головою Комітету з досліджень печер, наукової організації досліджень печер, заснованої в 1910 році. Будучи президентом, Карой Шегмет не тільки сумлінно виконував обов'язки президента, але й продовжував вдосконалювати цю справу в літературі. На прохання іноземців він склав путівник під назвою «Die Hohe Tatras im Sommer und im Winter». Він склав список відомих на той час печер в Угорщині і, наскільки це було можливо, виклав повну літературу про кожну. Матеріал, опублікований Інститутом геології в 1914 році, є першим підсумком робіт угорських досліджень печер.

## Публікації
- 1878. Egy kirándulás az Ungh-megyei Kárpátokba. A Magyarországi Kárpátegyesület Évkönyve, V. évf.
- 1878. Kirándulás Máramaros-megyébe. A Magyarországi Kárpátegyesület Évkönyve, V. évf.
- 1879. Sárosmegyei kirándulásom. A Magyarországi Kárpátegyesület Évkönyve, VI. évf.
- 1880. Úti vázlatok a Munkácsi-Beszkidekből. A Magyarországi Kárpátegyesület Évkönyve, VII. évf.
- 1880. Bericht über die in der Zeit vom 21–28 Sept. 1880 unternommene Reise behufs Durchforschung des Gömör-Tornaer Höhlengebietes. Zipser Bote, No. 43, 44.
- 1880. Das Sajóthal und die Aggteleker Tropfsteinhöhle. Karpathen Post, No. 4, 5.
- 1880. Bécsből, Oderberg és Budapestről a Magas-Tátrába és az abauj-torna-gömöri barlangvidékbe. Megjelent német, francia és angol nyelven is.
- 1881. Aggteleker Höhle. Zipser Bote, 19. Jg. Nr. 11. Leutschau — Lőcse. 1881. márc. 12.
- 1881. Ausflug des ung. Schriftsteller und Künstlervereins. Zipser Bote, No. 29.
- 1881. Der Szvinszky Kámen. Karpathen Post, No. 50.
- 1881. Máramarosi útivázlatok I. A Magyarországi Kárpátegyesület Évkönyve, VIII. évf.
- 1882. Máramarosi útivázlatok II. A Magyarországi Kárpátegyesület Évkönyve, IX. évf.
- 1884. Máramarosi útivázlatok III. A Magyarországi Kárpátegyesület Évkönyve, XI. évf.
- 1885. Máramarosi útivázlatok IV. A Magyarországi Kárpátegyesület Évkönyve, XII. évf.
- 1885. Máramarosi utivázlatok. Igló, 1885. 179 old.
- 1886. A Hegyaljáról a Vihorlát hegységbe. A Magyarországi Kárpátegyesület Évkönyve, XIII. évf. vagy Igló, 1886, Divald Károly
- 1886. Führer für Kaschau. Kassa, 1886. A Magyarországi Kárpátegyesület Évkönyve, 176 old.
- 1886. Kurzgefaster Führer für Kassa, das Abauj-Torna-Gömörer Höhlengebiet und die ungarischen Ostkarpathen. Kassa, 1886.
- 1886. Die Arbeiten in der Aggteleker Höhle. Mitt. d. Sekt. f. Höhlenkünde des öster. Turisten Club Bd. II.
- 1887. Az abauj-torna-gömöri barlangvidék I. A Magyarországi Kárpátegyesület Évkönyve, XIV. évf.
- 1888. Kirándulás a Polonina-Runára. A Magyarországi Kárpátegyesület Évkönyve, XV. évf. Igló, 20 old.
- 1889. Die Aggteleker Höhle und deren Durchbruch. Mitt. d. Sekt. f. Höhlenkunde des öster. Turisten Club. Bd. I.
- 1889. Die Ungarischen Ostkarpathen — A magyar Keleti Kárpátok. Zürich, 1889. Európai vándorképek — Europaische Wanderbilder No. 174. 42 old.
- 1889. Von Oderberg nach Budapest durch das Waagtal und die ungarischen Bergstädte. — Oderbergről Budapestre. Zürich, 1889. (Európai vándorképek)
- 1890. A Keleti Kárpátokból a Magas-Tátrába. A Magyarországi Kárpátegyesület Évkönyve, XVII. évf.
- 1890. Az aggteleki cseppkőbarlang — Die Aggteleker Tropfsteinhöhle. Eperjes, 1890. 32 old.
- 1890. Az aggteleki barlang. Turisták Lapja, (2. évf.) május. (5. sz.) 142—150. old.
- 1890. Der Durchbruch der Aggteleker Höhle. Mitt. d. Sekt. f. Höhlenkunde des öster. Turisten Club. Bd. II.
- 1890. Felhívás (az Aggteleki-barlang vöröskői kijáratának költségeihez). A Magyarországi Kárpátegyesület Évkönyve, 17. évf. 223—224. old. Igló.
- 1891. Az Abauj-Torna-Gömöri barlangvidék. II. A Magyarországi Kárpátegyesület Évkönyve, XVIII. évf. Igló. 33–52. old.
- 1891. A Magas Tátra és az Abaújtorna-Gömöri barlangvidék.
- 1891. Grotte d'Aggtelek. Etats du Danube et de Balkans, Deuxième Partie, Tome I. Collection des Guides Joanne.
- 1893. Aggteleker Höhle. Mitt. d. Sekt. f. Höhlenkunde des öster. Turisten Club Bd. V.
- 1895. Trencsén-Teplicz és környéke. A Magyarországi Kárpátegyesület Évkönyve, XXII. évf.
- 1897. Helyrajzi vázlatok a Vág vidékéről. A Magyarországi Kárpátegyesület Évkönyve, XXIV. évf.
- 1897. Die Aggteleker Höhle. Schlesische Volkszeitung, Breslau, No. 265, 267.
- 1898. Die Spuren des Höhlenbáren in Ungarn — Notes sur les Cavernes de Hongrie. Mem. de la Société de Spéléologie, Tom. III.
- 1900. Utazások az erdélyi Érczhegységben és a Bihar-Kodru hegységben. A Magyarországi Kárpátegyesület Évkönyve, XXVII.
- 1901. Az aggteleki barlang és a Szádellői völgy. A Magyar Orvosok és Természetvizsgálók Munkálatai, XXXI. köt.
- 1901. Képek a Felső-Tisza vidékéről. Turisták Lapja, (13. évf.) október–december. (10–12. sz.) 150—156. old.
- 1905. A Rozsály-Guttin hegyvidék. Turisták Lapja, (17. évf.) szeptember–december. (9–12. sz.) 151—153. old.
- 1907. Barangolás a Rozsály-Guttin hegyvidéken és az Avason. Igló, 1907.
- 1907. Vándorlás a Turóczi hegyekben. Igló, 1907. Schmidt J. 20 old.
- 1907. Vándorlás Rákóczi birodalmában. Turisták Lapja, (19. évf.) január–április. (1–4. sz.) 35–40. old.
- 1908. Barangolás a Liptói Kárpátokban. A Magyarországi Kárpátegyesület Évkönyve, XXXIII. évf.
- 1908. Streifzüge im Rozsály-Guttin-Gebirge und in der Avas. — Barangolás a Rozsály-Guttin hegyvidéken és az Avason. A Magyarországi Kárpátegyesület Évkönyve, különlenyomat.
- 1909. La Grotte de Glace de Szilice. Spelunca, Société de Spéléologie, Tom. VII.
- 1910. A gömör-szepesi barlangvidék. Kéziratban.
- 1910. Az Aggteleki barlang. Kassa, 1910. 22 old.
- 1911. Die Hohe Tatra im Sommer und im Winter. (Illustrierter Führer) Leipzig, 1911. Megjelent Woerl-féle Reisebücher kiadásában.
- 1911. Képek a Vág vidékéről. Turisták Lapja, (23. évf.) március. (2. sz.) 70–78. old.
- 1912. Die Hohe Tatra im Sommer und im Winter. Leipzig, 1912. Woerl Leo, 192 old.
- 1914. Siegmeth Károly — Horusitzky Henrik: A magyarországi barlangok s az ezekre vonatkozó adatok irodalmi jegyzéke. 1549—1913. Bp. 1914. Magyar Kir. Földtani Intézet kiad. 77 old.
- — Bevezető Közlemények a Barlangkatalógushoz. Kéziratban.